# Ivar Böhling
Ivar Böhling (n. 10 septembrie 1889, Inkoo, Marele Principat al Finlandei, Imperiul Rus – d. 12 ianuarie 1929, Viipuri, Viipuri Province⁠(d), Finlanda) a fost un luptător ce a reprezentat Finlanda, medaliat olimpic. A participat la o ediție a Jocurilor Olimpice (1912) în care a câștigat o medalie de argint.

## Participări
Lista de mai jos prezintă principalele competiții la care a participat Ivar Böhling de-a lungul carierei.
- wrestling at the 1912 Summer Olympics – men's Greco-Roman light heavyweight[*]